# La ville est tranquille
La ville est tranquille è un film del 2000 diretto da Robert Guédiguian.

## Riconoscimenti
- 2000 - Seminci
  - Espiga de oro per il miglior film
  - Premio per la miglior attrice (Ariane Ascaride)